# كرسي اليونسكو لترجمة الثقافات
كُرسي اليونسكو لترجمة الثقافات (بالإنجليزية: UNESCO Chair in Translating Cultures) كرسي تابع لليونسكو انشأه مركز الملك فيصل للبحوث والدراسات الإسلامية بدعم من هيئة الأدب والنشر والترجمة في أكتوبر 2023م ودُشِّن في 10 سبتمبر 2024م - الموافق - 7 ربيع الأول 1446هـ، يساهم الكرسي في البحوث المتخصصة في العلوم الإنسانية والاجتماعية والتعليم الشامل، وترجمة ودراسة الثقافات والنصوص الثقافية، والتراث غير المادي، والتقنيات الحديثة، والذكاء الاصطناعي، كما يعقد ورشات وجلسات تدريبية تثقيفية في مجالاته، ويشكّل الكرسي جانبًا مهما من تطلعات رؤية السعودية 2030م إذ يكون منطلقًا لنشر تراث المملكة وإيصاله للعالم، ويعزز التعاون الدولي في مجال البحث والتطوير.

## خلفية
تأسس الكرسي وعُيِّنت الدكتورة منيرة الغدير رئيسًا له، ثم أُسس مختبر ترجمة الثقافات ليكون تابع له، والمختبر منصة تجمع بين الباحثين المعروفين دوليًّا والباحثين السعوديين في بداية مسيرتهم البحثية، للإسهام في نشر عدد من الأوراق البحثية التي تتناول مواضيع الكرسي المحددة خلال تلك السنة، مع التركيز على نقل المعرفة والترجمة بين بلدان الجنوب, وتتيح الورش فرصة لهؤلاء الباحثين لتقديم أوراقهم البحثية والحصول على ملحوظات وتوصيات من أعضاء المختبر لتطويرها وإعدادها للنشر.

## الموضوعات واللغات
كل سنة تُحدد موضوعات لتُدرس ويبحث فيها وتُنتج أبحاث أكاديمية عنها، كما تحدّد لغات استراتيجية.

### اللغات الاستراتيجية لعامي 2024م - 2025م
- الإنجليزية
- الصينية
- الإسبانية
- الكورية

### موضوعات عام 2024م
- إعادة النظر في ترجمة الثقافات وإطارها المفاهيمي.
- ما وراء النهر وعبر البحار السبعة: ترجمة العلاقات الثقافية الصينية العربية.

### موضوعات عام 2025م
- ترجمة الثقافات في عصر الذكاء الاصطناعي.
- ترجمة الثقافات والتراث الثقافي غير المادي.

## الإصدارات
| العنوان بالعربية              | العنون بالإنجليزية              | النوع                | تاريخ النشر    | مصادر |
| ----------------------------- | ------------------------------- | -------------------- | -------------- | ----- |
| إعادة النظر في ترجمة الثقافات | Rethinking translating cultures | عدد خاص من مجلة بابل | 14 يوليو 2025م | [ 6 ] |